# Tahar Abbad
Tahar Abbad (en arabe : طاهر عباد) est un judoka algérien.

## Carrière
Tahar Abbad est médaillé d'argent dans la catégorie des moins de 95 kg aux Jeux africains de 1973 à Lagos. 
Aux Championnats du monde de judo 1973 à Lausanne, il est éliminé dès le premier tour du tournoi toutes catégories par le Français Jean-Luc Rougé ; il tombe face au même adversaire en huitièmes de finale du tournoi des moins de 93 kg.
Il est médaillé d'or dans la catégorie des moins de 86 kg aux Jeux africains de 1978 à Alger.